# Lobeč
Lobeč  (deutsch Lobes) ist eine tschechische Gemeinde im Středočeský kraj, an der Grenze des okres Mělník zum Okres Mladá Boleslav. Auf 349 Hektar leben 135 Einwohner. Der Ort liegt drei Kilometer nordöstlich von Mšeno in der Daubaer Schweiz.

## Geschichte
Die Gegend war bereits zur Neolithikum besiedelt. Im 7. bis 10. Jahrhundert bauten Slawen hier die erste Festungen. Am Platz der heutigen Kirche stand früher ein Wachturm, mit dem man den Handelsweg bewachte, der an der Vratenská brána in der Nähe der Burg Kamenec vorbeiführte und weiter bis nach Serbien führte. Im 10. Jahrhundert siedelten sich hier die Geschlechter Pšovani und Lemuzi an. In Lobeč stand auch ein alter Landhof, der später dem böhmischen König gehörte und von der Burg Bezděz aus verwaltet wurde. Erstmals urkundlich erwähnt wurde der Ort im Jahre 1205.
In Lobeč befindet sich das Grab des Schriftstellers und Archäologen Eduard Štorch.

## Sehenswürdigkeiten
- Barockschloss Lobeč, erbaut 1654
- die alte Dampfbrauerei Lobeč ist heute eine Kleinbrauerei sowie ein Museum und Veranstaltungsort
- Kirche der Kreuzerhöhung, der ursprünglich gotische Bau aus dem 14. Jahrhundert wurde barock umgestaltet

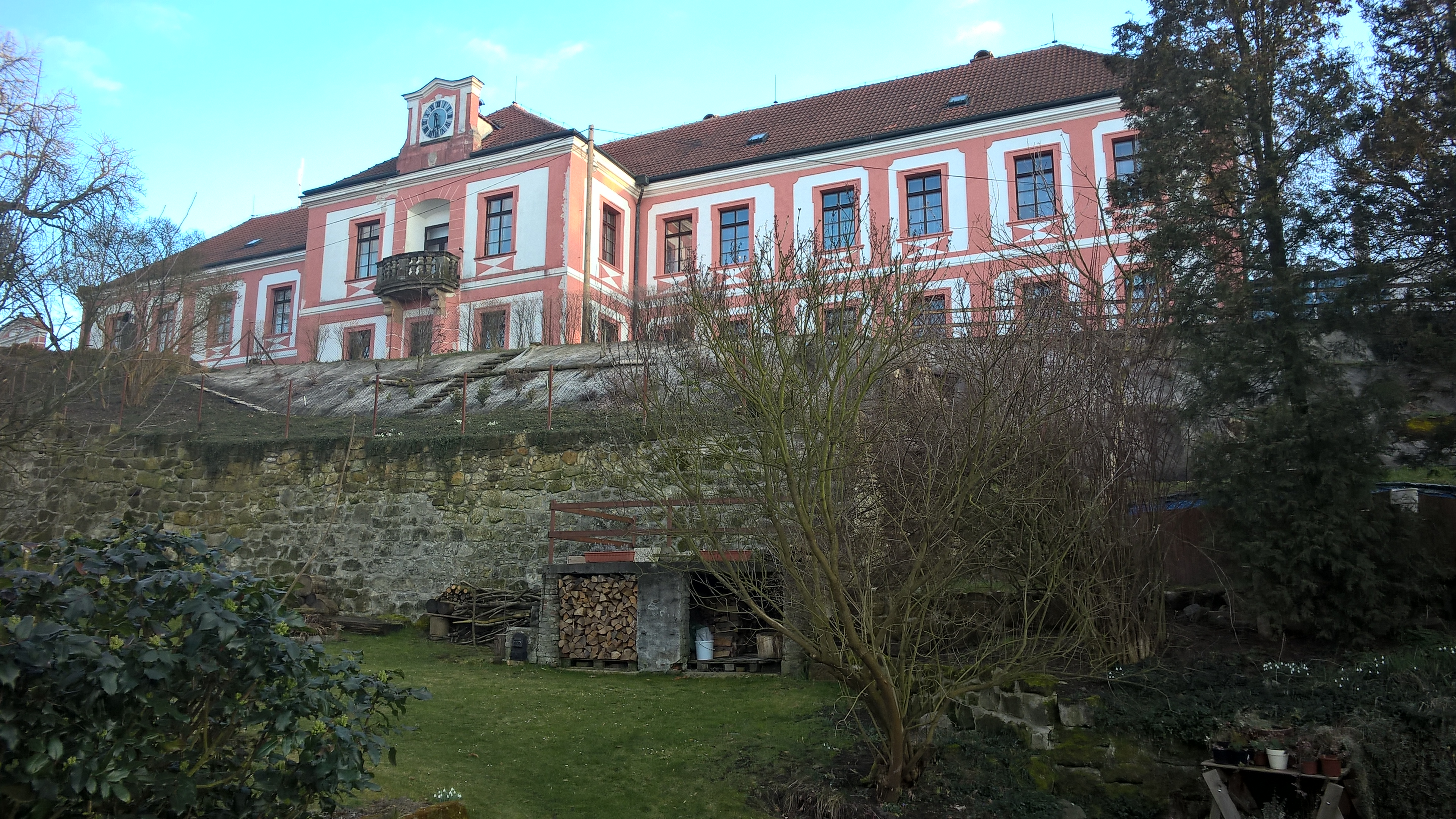
Schloss Lobeč
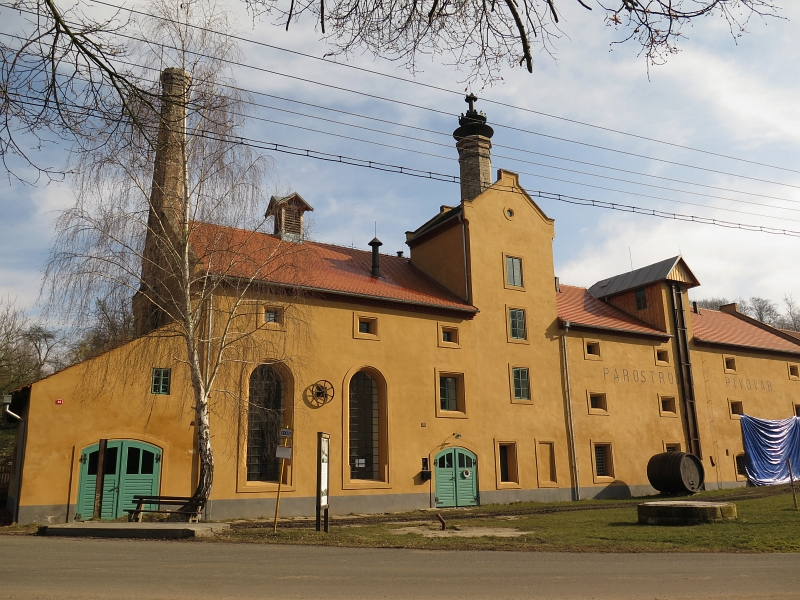
Brauerei
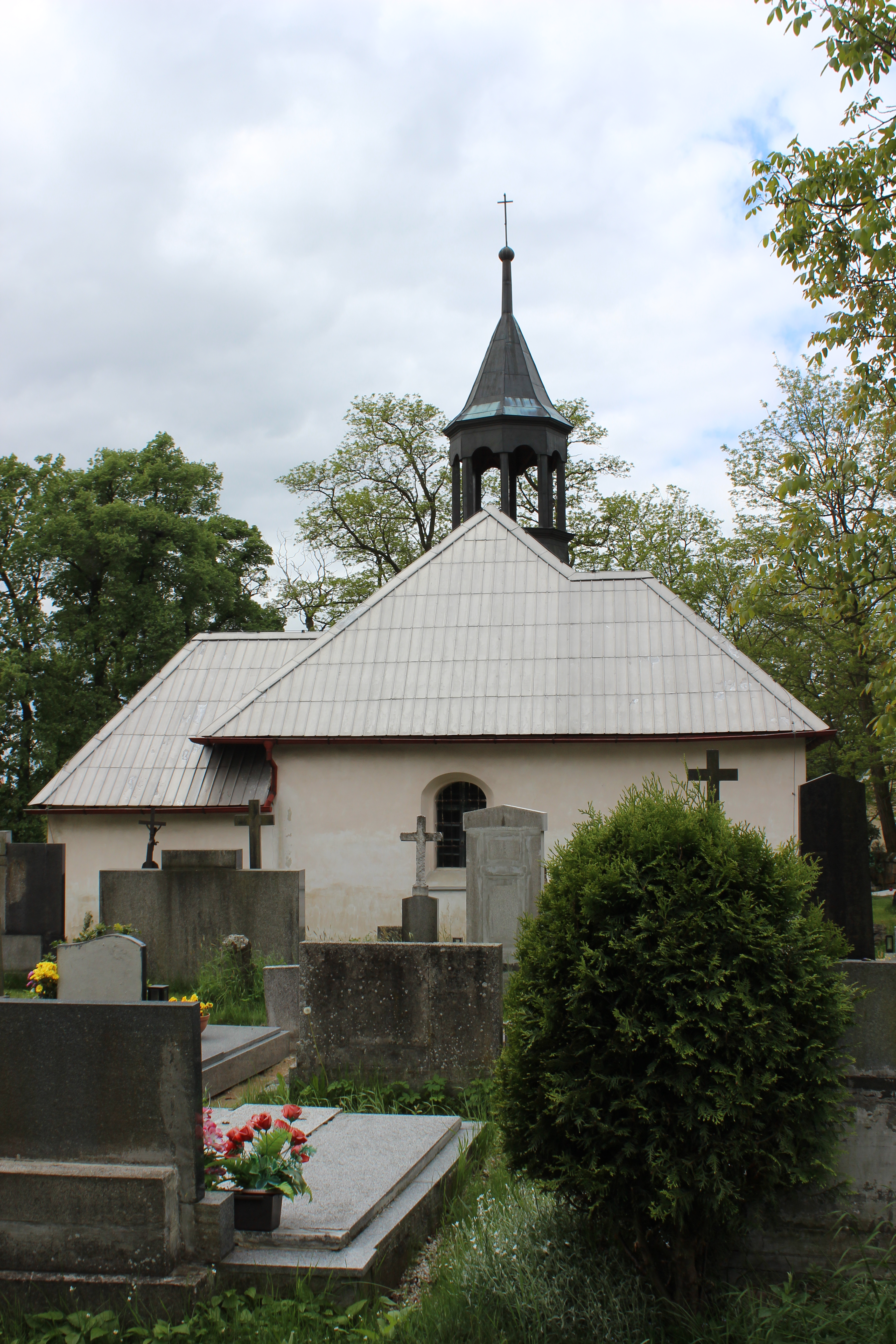
Kreuzerhöhungskirche
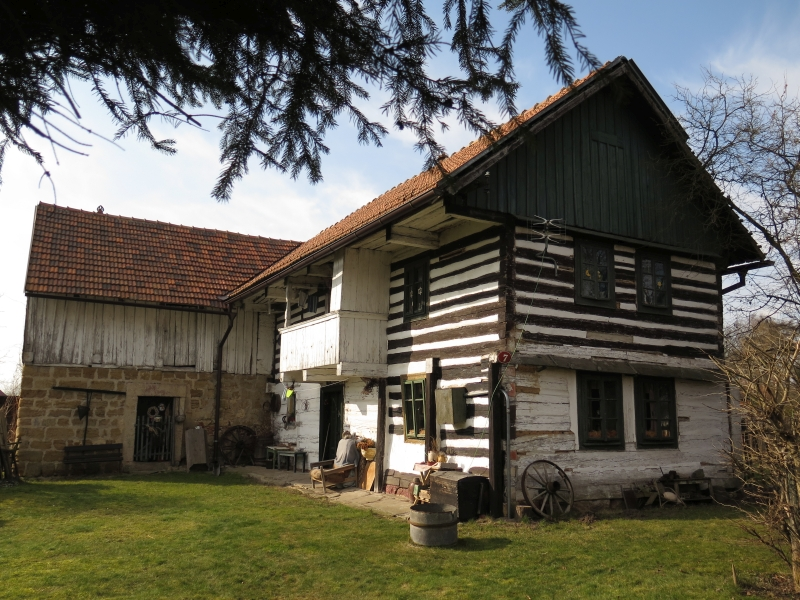
Denkmalgeschütztes Haus

## Söhne und Töchter der Gemeinde
- Václav Emanuel Horák (1800–1871), Komponist und Organist